# Nil Alexandrowitsch Popow

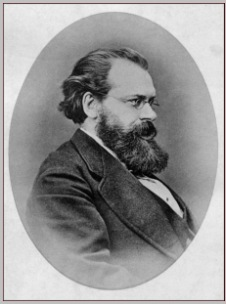
Nil Popow (1880)

Nil Alexandrowitsch Popow (russisch Нил Александрович Попов, * 9. April 1844 in Beschezk, Gouvernement Twer, Russisches Kaiserreich; † 3. Januar 1892 in Moskau, ebenda) war ein russischer Historiker, Slawist, Philologe und Dozent. Er war Professor an der Moskauer Universität (wo er 1873–1885 Leiter der Fakultät für Geschichte und Philologie war und 1882 den Titel des verdienstvollen Professors erhielt). Zudem war er korrespondierendes Mitglied der Sankt Petersburger Akademie der Wissenschaften (ab 1883). Popow veröffentlichte zahlreiche Werke zur Geschichte Serbiens, Bulgariens und Polens. Sein Doktorarbeit Russland und Serbien. 1806–1856 brachte ihm den Uvarov-Preis ein. Im Jahr 1864 wurde Popov Leiter des Moskauer Slawischen Komitees (das später seinen Namen in Slawische Wohltätigkeitsorganisation änderte). Er war auch Vorsitzender des Archivausschusses des Justizministeriums und Vorsitzender der Ethnographischen Abteilung der Gesellschaft der Anhänger der Naturwissenschaften, Anthropologie und Ethnographie. Wassili Kljutschewski beschrieb Popow als eine der letzten großen Persönlichkeiten aus dem Goldenen Zeitalter der Moskauer Universität.